# Antoine Wauters
Pour les articles homonymes, voir Wauters.
Œuvres principales
Mahmoud ou la Montée des eaux (2021), Le Musée des contradictions (2022)
Antoine Wauters est un écrivain belge de langue française né en 1981 dans la commune de Sprimont. Prix Goncourt de la nouvelle pour Le Musée des contradictions, Prix Wepler – Fondation La Poste, Prix Marguerite Duras et Prix du Livre Inter pour Mahmoud ou la Montée des eaux, son œuvre est, selon Lire magazine, « l'une des plus remarquables de la littérature ». Il vit dans le petit village de Becco, près de Theux, et est père de deux enfants.

## Biographie

### 2002-2012
Antoine Wauters est licencié en philosophie à l'Université libre de Bruxelles. Ses études terminées, il enseigne la philosophie et le français et publie trois recueils de poésie chez de micro éditeurs.
En 2012, Césarine de nuit, à cheval entre poésie et fiction, remporte le Prix Marcel Thiry, le Prix de littérature française de la Ville de Tournai et est lu sur scène par la comédienne Isabelle Nanty, qui avoue avoir eu un coup de cœur pour le texte. Parallèlement, Antoine Wauters écrit Poésie pour Cy Twombly dans le cadre de l'exposition que Bozar consacre à l'artiste américain.

### 2014-2018
Son premier roman, Nos mères, inspiré par un voyage au Liban qui va beaucoup le marquer, raconte l'histoire d'un enfant enfermé par une mère voulant lui cacher les horreurs de la guerre. Le livre remporte le Prix Première de la RTBF, le Prix Révélation de la SGDL et est finaliste du Prix des cinq continents de la Francophonie. Présenté comme « la révélation littéraire belge », Antoine Wauters signe la même année le scénario du film Préjudice d'Antoine Cuypers (2015), interprété par Nathalie Baye et le chanteur Arno.
Après trois années de silence, paraissent en 2018 Pense aux pierres sous tes pas et Moi, Marthe et les autres, deux livres plutôt sombres mais ponctués de touches d'humour et d'une recherche obstinée de la joie. Dans une critique parue dans Le Monde, Véronique Ovaldé qualifie le premier de « miracle incantatoire ».

### 2021-2022
Paru fin août 2021 et composé entièrement en vers libres, Mahmoud ou la Montée des eaux met en scène un vieux poète syrien en proie à la folie des hommes. En une du Monde des livres le jour de sa sortie, le livre est finaliste de près de 15 prix littéraires (Médicis, Prix Décembre, Prix littéraire du Monde, Prix du roman Fnac, Prix des étudiants France Culture—Télérama, Prix Rossel) et remporte le Prix Marguerite Duras, le Prix Wepler-Fondation La Poste, le Prix des Librairies Payot et le Prix du Livre Inter, le 6 juin 2022. Mahmoud ou la montée des eaux figure parmi les 30 titres de l'année retenus par le journal Le Monde et est en cours de traduction en Italie, Espagne, Allemagne, Pays-Bas, Suède, Turquie, Égypte, Israël, Grèce, Arménie, Pologne, etc. Le livre se maintient par ailleurs au classement des meilleures ventes en France pendant les semaines suivant l'attribution du Prix du Livre Inter, avec une prévision de ventes de 100.000 exemplaires, selon Marianne Payot de L'Express.
Le 10 mai de la même année, Antoine Wauters est couronné par le Prix Goncourt de la nouvelle pour Le Musée des contradictions, un recueil de discours engagés. Qualifié de « plus beau discours de cette campagne présidentielle » par Olivia de Lamberterie, le livre était paru en mars aux éditions du Sous-sol (Le Seuil), à la différence des autres fictions de l'auteur, parues chez Verdier.

### 2023
En août 2023, il publie, toujours chez Verdier, Le Plus Court Chemin, un texte très personnel où il revient sur son enfance dans la campagne wallonne, quelque part au milieu des années 80. Le livre remporte le Prix Rossel, considéré comme le prix littéraire le plus prestigieux en Belgique, ainsi que le Prix Rossel des lecteurs et lectrices. 

### Divers
À l'instar de David Van Reybrouck, Antoine Wauters publie en 2018 une carte blanche dans Le Soir, Libération et Le Vif/L'Express, où il critique le système électoral belge et en appelle à une politique respectueuse du vivant, sols et animaux inclus. Soucieux de l'environnement, il déclare : « je suis inquiet de voir combien nous refusons de ralentir, de stopper la machine infernale et combien notre formidable capacité d’adaptation, avec le temps, confine à l’aveuglement ». Grand marcheur, il déclare dans le 28 minutes d'Arte : « la marche est une façon de trouver en moi une forme de paix, sans quoi j'écrirais des textes sans doute encore plus enragés ». Selon Jean Birnbaum, les livres de Wauters sont cependant marqués par une grande poésie et par de la douceur, comme si vouloir désigner le Mal passait par la recherche d'une parole authentiquement humaine. En février 2023, les éditions Folio et l'auteur annoncent qu'ils reversent à l’association Mehad France l'ensemble des bénéfices réalisés en février avec les ventes de Mahmoud ou la montée des eaux, afin de venir en aide aux sinistrés des séismes survenus à la frontière turco-syrienne.

## Publications

### Romans
- Césarine de nuit, Cheyne éditeur, coll. « Grands fonds », février 2012, 128 pages  (ISBN 978-2-84116-177-5)
- Sylvia, Cheyne éditeur, coll. « Grands fonds », mars 2014  (ISBN 978-2-84116-196-6)
- Nos mères, Éditions Verdier, Folio Gallimard (2014, 2022)  (ISBN 978-2-86432-745-5)
- Pense aux pierres sous tes pas, Éditions Verdier, Folio Gallimard (2018, 2021) (ISBN 978-2-86432-98-79)[16]
- Moi, Marthe et les autres, Éditions Verdier, septembre 2018,  (ISBN 978-2-86432-98-86)[17]
- L'Enfant des ravines, Maelström Éditions, coll. Bookleg, 2019.
- Mahmoud ou la Montée des eaux, Éditions Verdier, 2021.
- Le Musée des contradictions, Editions du Sous-Sol (Le Seuil), Folio Gallimard (2022, 2023).
- Le Plus Court Chemin, Éditions Verdier, août 2023.

### Poésie
- Os, Éditions Tétras-Lyre, Bruxelles, 2008.
- Debout sur la langue, Bruxelles, Maelström Éditions, coll. Bookleg, 2008  (ISBN 978-2-87505-000-7)[18]
- Ali si on veut (avec Ben Arès), Le Chambon-sur-lignon, France, Cheyne éditeur, coll. "Verte", 2010  (ISBN 978-2-84116-156-0)

### Ouvrages collectifs
- Poésie pour Cy Twombly, Bruxelles, Bozar, Bozar Éditions, 2012.
- Tonton, hommage à Aimé Césaire, États Provisoires du Poème XIII, Cheyne éditeur, 2013.
- On en garde 10 pour la littérature, Editions Verbes / Gallimard, 2022.

## Prix littéraires
- Prix Émile Polak de l'Académie royale de langue et de littérature françaises de Belgique[19].
- Prix Marcel Thiry 2013 pour Césarine de nuit (Cheyne)[20],[21].
- Prix de Littérature française de la ville de Tournai pour Césarine de nuit[22].
- Prix Première (RTBF) pour Nos mères[23].
- Prix Révélation de la Société des gens de lettres (SGDL) pour Nos mères.
- Finaliste Prix des Cinq Continents de la francophonie (2014) pour Nos mères.
- Finaliste du Prix Méditerranée des Lycéens (2014) pour Nos mères.
- Prix du deuxième roman pour Pense aux pierres sous tes pas.
- Finaliste du Prix Décembre pour Pense aux pierres sous tes pas.
- Finaliste Prix Blu Jean-Marc Roberts, du Prix des lecteurs Escale du livre, du Prix Alain Spiess du second roman et du Prix des Libraires en Seine pour Pense aux pierres sous tes pas.
- Prix de la Librairie Nouvelle de Voiron (2021) pour Mahmoud ou la montée des eaux.
- Prix de la Librairie Nouvelle d'Orléans (2021) pour Mahmoud ou la montée des eaux.
- Prix Marguerite Duras (2021) pour Mahmoud ou la montée des eaux.
- Prix Wepler pour Mahmoud ou la montée des eaux.
- Prix des librairies Payot (Suisse).
- Prix des enseignants de l’Académie de Créteil.
- Prix Goncourt de la nouvelle pour Le musée des contradictions.
- Prix du Livre Inter 2022 pour Mahmoud ou la montée des eaux.
- Prix Rossel 2023 pour Le plus court chemin.
- Prix Rossel des lecteurs et lectrices 2023 pour Le plus court chemin.
- Prix Valéry Larbaud 2024 pour Le plus court chemin.

## Récompenses
- Citoyen d'honneur de Liège en 2023[24].

## Podcasts
- Antoine Wauters en profondeur, Boomerang, France Inter, Augustin Trapenard, vendredi 3 décembre 2021.
- Par les temps qui courent, France Culture, Marie Richeux, jeudi 28 avril 2022.
- Antoine Wauters se raconte (L'enfance de la littérature), Permanence de la littérature, avril 2018.
- Ecrire le chaos syrien, Poésie et ainsi de suite, France Culture, Manou Farine, 9 octobre 2021.
- La Librairie francophone, France Inter, Emmanuel Kherad, 16 avril 2022.
- Le Musée des contradictions, Matinale, RTBF, Pascal Claude, 5 avril 2022.
- Lecture musicale de Mahmoud ou la montée des eaux, Ouverture Festival Effractions, Centre Pompidou, Paris, 24 février 2022.
- Lecture musicale de Mahmoud ou la montée des eaux, Bozar Bruxelles, Meet the writers, 25 février 2022.

## Éditeur
Directeur de la Collection Grise chez Cheyne pendant deux ans, Antoine Wauters démissionne en 2015 pour se consacrer à la collection IF (éditions de l'Arbre à paroles), où il édite des "textes à la croisée des genres". Parmi les auteurs publiés, on trouve notamment Fiston Mwanza Mujila, Nicole Caligaris, Ritta Baddoura ou encore Lisette Lombé.

## Scénariste
- 2015 : Préjudice, long métrage d'Antoine Cuypers avec Nathalie Baye, Arno, Thomas Blanchard, Ariane Labed et Éric Caravaca.
- 2012 : A New Old Story du belge Antoine Cuypers, avec Arno et Sophia Leboutte. Primé au Festival du film de Cabourg 2012, au Brussels Film Festival (Grand prix), au Brussels Short Film Festival, au Festival international du film francophone de Namur (prix du meilleur court métrage) et nommé aux Magritte du cinéma.